# Да бъдеш човек
„Да бъдеш човек“ (на английски: On Being Human) е книга от 1997 г. на немския психоаналитик Ерих Фром. На български език е издадена през 2004 г. от издателство „Захарий Стоянов“.

## Части на книгата
Книгата е разделена на три части, всяка с различни текстове от лекции, записи или интервюта писани или създадени по различно време.

### Първа част
Първата част съдържа публична лекция, проведена на 9 септември 1961 („Модерният човек и неговото бъдеще“), лекция на испански език от 2 май 1964 („Психологическият проблем на човека в модерното общество“), текст за статия в „Кориере дела Сера“ от януари 1972 („Какво не харесвам в съвременното общество“), лекция на испански език от януари 1969 („Разпадането на обществата“), предизборна реч, подготвена от Фром за кандидат-президента на САЩ Юджийн Маккарти през 1968 („В търсене на хуманистична алтернатива“) и свалена от лента лекция от 4 април 1962 г. („Един нов хуманизъм като условие за новия свят“).

### Втора част
Във втората част на книгата са поместени идеята за Световна конференция по проблемите на човека, която не получава достатъчно подкрепа, включително от папата и католическата църква („Идеята за световна конференция“), предизборна реч за Маккарти, която той произнася на 13 юни 1968 („Кампания в полза на Юджийн Маккарти“), статия от 1975 г. („За обща борба срещу идолопоклонничеството“), кредото на Ерих Фром, което е писано по всяка вероятност като допълнение към „Душата на човека“ („Някои мои вярвания за човека, в човека и относно човека“, виж по-долу уикицитат в частта Хуманистично Кредо на Ерих Фром) и една от последните бележки написани от Фром преди масивния му инфаркт през 1977 г. („Бележки за отношението между германци и евреи“).

### Трета част
Третата част представлява непубликуван дотогава текст, който е трябвало да бъде част от книгата „Да имаш или да бъдеш“, но Ерих Фром го е подготвил като втори том, който така и не издава. С този публикуван текст върху Майстер Екхарт и Карл Маркс, както и преди излезлите „Да имаш или да бъдеш“, „Изкуството да бъдеш“ и „Мързелив ли е по природа човек?“ (публикуван в „Ерих Фром „Патология на нормалността“) всички текстове относно темата за модусите да имаш или да бъдеш е издадено.